# Pseudostegias atlantica
Pseudostegias atlantica är en kräftdjursart som beskrevs av Lemos de Castro 1965. Pseudostegias atlantica ingår i släktet Pseudostegias och familjen Bopyridae. Inga underarter finns listade i Catalogue of Life.